# اندی مونی
اندرو «اندی» پی. مونی (به انگلیسی: Andrew "Andy" P. Mooney) (متولد ۱۹۵۵) مدیر عامل شرکت لوازم موسیقی فندر و رئیس سابق دیزنی کاستومر پراداکتس (DCP) است. مونی در دسامبر ۱۹۹۹ به عنوان رئیس DCP به شرکت والت دیزنی پیوست و در مهٔ ۲۰۰۳ به عنوان رئیس هیئت مدیره ارتقا یافت. کسب‌وکارهای تحت رهبری مونی و چتر DCP شامل شرکت بیبی انیشتین ، انتشارات دیزنی در سراسر جهان و زنجیرهٔ خرده‌فروشی تازه خریداری‌شدهٔ فروشگاه دیزنی می‌باشند. او به عنوان پیشگام در فرنچایز ۴۵ میلیارد دلاری پرنسس دیزنی شناخته می‌شود.

## اوایل زندگی
اندی مونی اهل ویتبرن، بریتانیا و پسر یک معدنچی است. او دارای گواهینامه حسابداری در انگلستان است.
او در دوران دبیرستان و بعد از آن در گروه‌های مختلف گیتار الکتریک می‌نواخت به این امید که یک نوازنده حرفه ای شود. او تا سن ۲۰ سالگی یک نوازندهٔ نیمه‌حرفه‌ای بود تا اینکه از بریتانیا به ایالات متحده نقل مکان کرد.